# Rectizele parki
Rectizele parki är en stekelart som beskrevs av Van Achterberg 1993. Rectizele parki ingår i släktet Rectizele och familjen bracksteklar. Inga underarter finns listade i Catalogue of Life.